# 3309 Brorfelde
3309 Brorfelde este un asteroid din centura principală, descoperit pe 28 ianuarie 1982 de Kåre Jensen și Karl Augustesen.